# 粉叶蛇葡萄
粉叶蛇葡萄（学名：Ampelopsis hypoglauca）为葡萄科蛇葡萄属下的一个种。

## 扩展阅读
- 維基物種上的相關：粉叶蛇葡萄